# Brightoni francia protestáns templom
A brightoni francia protestáns templom (franciául L'Eglise Française Reformée), mely Angliában Brightonban fekszik, az egyetlen, Londonon kívüli francia protestáns templom Britannia területén. A fővárosi, melyet 1893-ban építettek, a Soho Square-en áll. A brightoni egy évtizeddel korábban épült, s a Queensbury Mewsen, város egyik, a tengerpart közelében fekvő kis utcájában, a Metropole Hotel mellett áll. 1887-ben nyitották meg, s 2008 júniusában felkínálták eladásra, úgyhogy valószínűleg az év folyamán be fog zárni.

## Története
1548-ban Deryck Carver, egy Liège közeli városból származó franciául beszélő flamand úgy gondolta, mivel hazájában a hatalmon lévők kálvinista vallása miatt üldöznék, Angliába menekül. Itt miséken bibliai felolvasó volt, és megalapította Brighton első sörgyárát, a Black Liont (Fekete Oroszlán), s egészen addig, míg I. Mária 1553-ban nem tette ismét államvallássá a római katolikus vallást, addig házában bibliaolvasó esteket tartott. Ekkor az ehhez hasonló protestáns összejöveteleket betiltották, és Carvert, mivel tovább folytatta ezeket az esteket, letartóztatták, és Londonba szállították, ahol megkapta kiszabott büntetését. 1555-ben máglyán elégették.

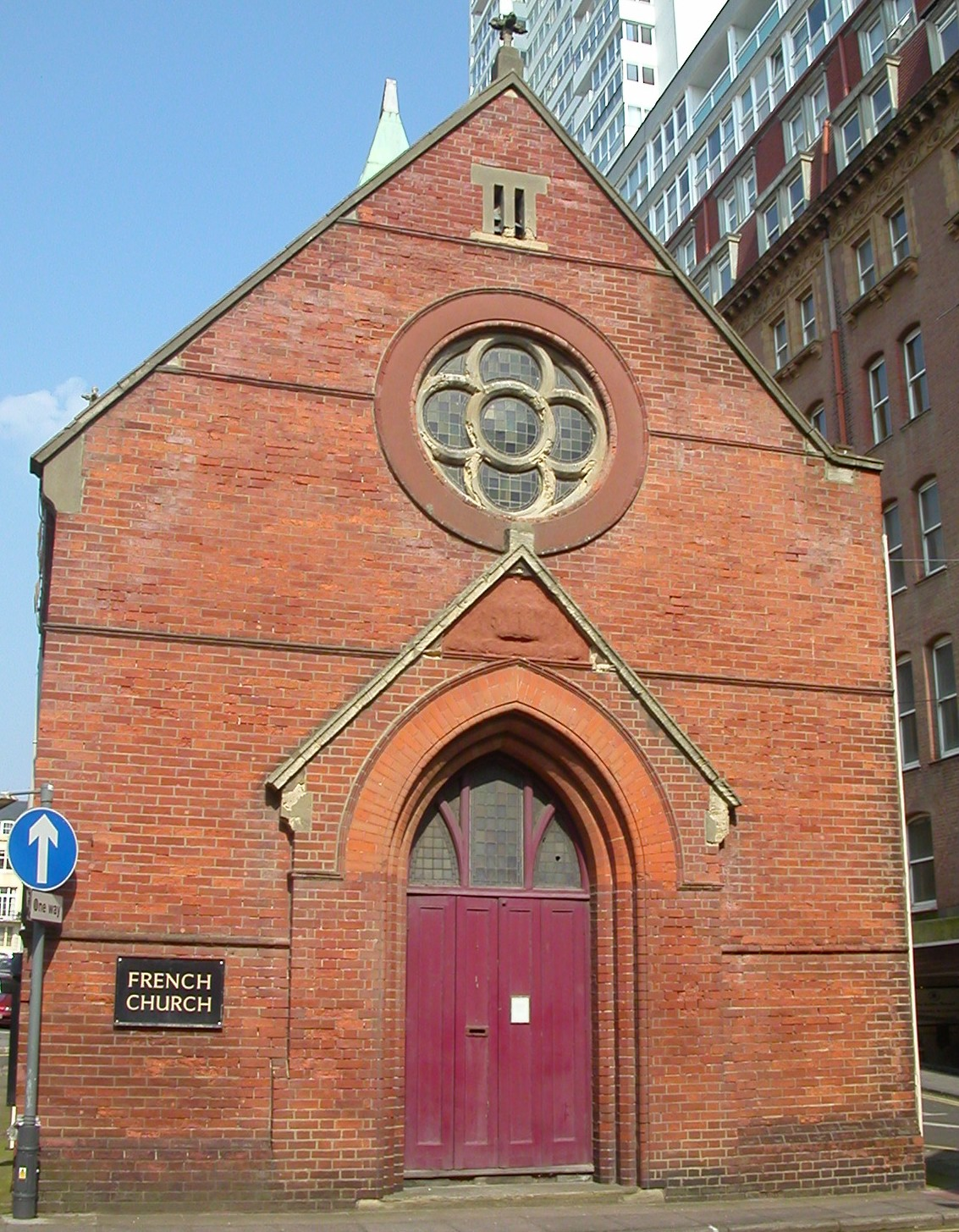
A déli oldalon található főbejárat és rózsaablak

A találkozókon több, Angliából és Franciaországból érkezett halász is részt vett, s így indult el Brightonban a francia nyelvű katolikus istentisztelet hagyománya. A XVII-XVIII. században ezeknek a találkozóknak a város központjában álló presbiteriánus templom adott otthont, melyeken a legtöbb frankofón hívő részt vett. A kálvinisták azonban egészen 1858-ig titokban, magánlakásokban találkoztak, míg ebben az évben meg nem alapították a franciául beszélők hivatalos egyházát. Az egyház később alakult, a munkáját segítő különböző tanácsainak tagjaihoz hasonlóan az első két lelkipásztor is francia volt. Azonban egy brightoni lakos, Mrs E. Hayes fontos szerepet játszott a közösség együtt maradásában. Az istentiszteleteket kezdetben az ő házában, majd később más templomokban és nyilvános épületekben tartották, mígnem 1887-ben a lelkipásztor felügyeletével el nem kezdték építeni a kongregáció templomát. 735 £-ért a King's Road mögött vettek egy telket, s az építőanyagokat további 800 £-ért sikerült beszerezni. A pénzt a kongregáció tagjaitól, franciaországi protestáns gyülekezetektől és Brighton vallási közösségéhez tartozó emberektől gyűjtötték össze. Az adománygyűjtést Mrs Hayes felügyelte, aki maga is adakozott. Ezeket az erőfeszítéseket Rev. J. Gregory 1887. július 18-án tartott felszentelő beszédében kritizálta. Az adománygyűjtésről azt mondta az olyan, mintha "mintha az Úr tüzét a Sátán piszkavasával keltenénk fel", és ezen felül a megszervezett tevékenységeket is kifogásolta, mivel állítása szerint azok nem illenek össze az Úr munkájával.
Az alapkőbe elhelyeztek egy időkapszulát, amely Viktória aranylakodalmáról szóló feljegyzéseket tartalmazott. Az alapkövet Brighton polgármestere egy speciális ültetőkanál segítségével helyezte el. A templom felszentelésére 1888. február 27-én került sor.

## Felépítése
W. Gibbins építész a templomot gótikus stílusban, vörös téglából képzelte el. A templomnak a nyugati oldalon három pár csúcsíves ablaka, a déli oldalon hegyes boltíves főbejárata és négylevelű lóhere alakú rózsaablaka van. A tetején palatető, a saroktornyon pedig templomsisak van.

## A templom napjainkban
A XX. század elején nagyjából 2000 franciául beszélő lakosa volt Brightonnak, akiknek a többsége protestáns volt. Napjainkban ez a közösség sokkal kisebb, azonban még mindig minden vasárnap 11-kor tartanak (angol és francia) istentiszteletet.
Az épületet 2008 júniusában felajánlották eladásra, mivel a gondnoka úgy döntött, a továbbiakban nem akarja kezelni. Az épület lebontása valószínűtlen, azonban lakó vagy kereskedelmi célokra lehet, hogy átalakítják, s az időkapszulát megtartják. Míg az épületet el nem adják, a gyülekezet továbbra is itt tartja istentiszteleteit. Ezt követően alternatív szállásokat keresnek a városban.